# Ahfir
Ahfir (in berbero: ⴰⵃⴼⵉⵔ; in arabo: احفير) è una città del Marocco, nella provincia di Berkane, nella regione Orientale.

## Geografia fisica
L'Oued Kiss segna il confine settentrionale tra Algeria e Marocco.

## Storia
La città fu costruita nel 1908 dal generale Hubert Lyautey con il nome di Martimprey-du-Kiss. Fu solo con l'indipendenza del Marocco sotto il protettorato francese che la città fu ribattezzata Ahfir. Questo nome si riferisce alla cava di pietra che veniva utilizzata in quel momento. Il nome "Ahfir" che significa "Buco" in una forma di arabo berberizzato, si riferisce a questa cava.
La città fa parte del territorio della tribù berbera arabizzata di Iznassen.